# Allen-Cahn-Gleichung
Die Allen-Cahn-Gleichung (manchmal auch zeit-abhängige Ginzburg-Landau-Gleichung) ist eine semilineare parabolische partielle Differentialgleichung und Reaktionsdiffusionsgleichung. Sie wird unter anderem verwendet, um den Phasenübergang von binären Legierungen zu beschreiben. Des Weiteren wird sie auch zur Modellierung der Kristallzüchtung verwendet.
Die Gleichung ist nach John W. Cahn und seinem Doktoranden Sam Allen benannt.

## Allen-Cahn-Gleichung
Sei
- {\displaystyle \Omega \subset \mathbb {R} ^{n}} eine offene Menge,
- {\displaystyle v_{0}(x)\in L^{2}(\Omega )} eine beliebige Initialfunktion,
- {\displaystyle \varepsilon >0} und {\displaystyle T>0} zwei Konstanten.

Gesucht ist eine Lösungsfunktion {\displaystyle v(x,t):\Omega \times [0,T]\to \mathbb {R} }, welche die Allen-Cahn-Gleichung
{\displaystyle \partial _{t}v-\Delta _{x}v=-{\frac {1}{\varepsilon ^{2}}}f(v),\quad \Omega \times [0,T]}
löst, wobei
- {\displaystyle \Delta _{x}} der Laplace-Operator nach {\displaystyle x} ist,
- {\displaystyle f(v)=F'(v)} die Ableitung für ein nicht-negatives {\displaystyle F\in C^{1}(\mathbb {R} )} mit zwei Minima {\displaystyle F(\pm 1)=0} ist.

Häufig verwendet man folgende Initialbedingung mit der Neumann-Randbedingung
{\displaystyle {\begin{cases}v(x,0)=v_{0}(x),&\Omega \times \{0\}\\\partial _{n}v=0,&\partial \Omega \times [0,T]\\\end{cases}}}
wobei {\displaystyle \partial _{n}v} die Normalenableitung {\displaystyle \partial _{n}v=\nabla v\cdot n} (und {\displaystyle n} die äußere Normale) ist.
{\displaystyle F} ist ein Energiepotential, häufig wählt man dafür die Funktion
{\displaystyle F(v)={\frac {(v^{2}-1)^{2}}{4}},\qquad f(v)=v^{3}-v}
dann schreibt sich die Allen-Cahn-Gleichung als
{\displaystyle \partial _{t}v-\Delta _{x}v={\frac {1}{\varepsilon ^{2}}}\left(v^{3}-v\right),\quad \Omega \times [0,T]}

### Herleitung
Betrachte das Freie-Energie-Funktional
{\displaystyle E_{\varepsilon }[v]=\int _{\Omega }\left({\frac {1}{2}}|\nabla v|^{2}+{\frac {1}{\varepsilon ^{2}}}F(v)\right)dx,}
dann erhält man die Allen-Cahn-Gleichung, wenn man den {\displaystyle L^{2}}-Gradientenfluss des Funktionals berechnet, das bedeutet man berechnet die Gleichung
{\displaystyle \partial _{t}v=-{\frac {\delta E_{\varepsilon }[v]}{\delta v}},}
wobei wir rechts die Funktionalableitung genommen haben.